# Третя ойратсько-манчжурська війна

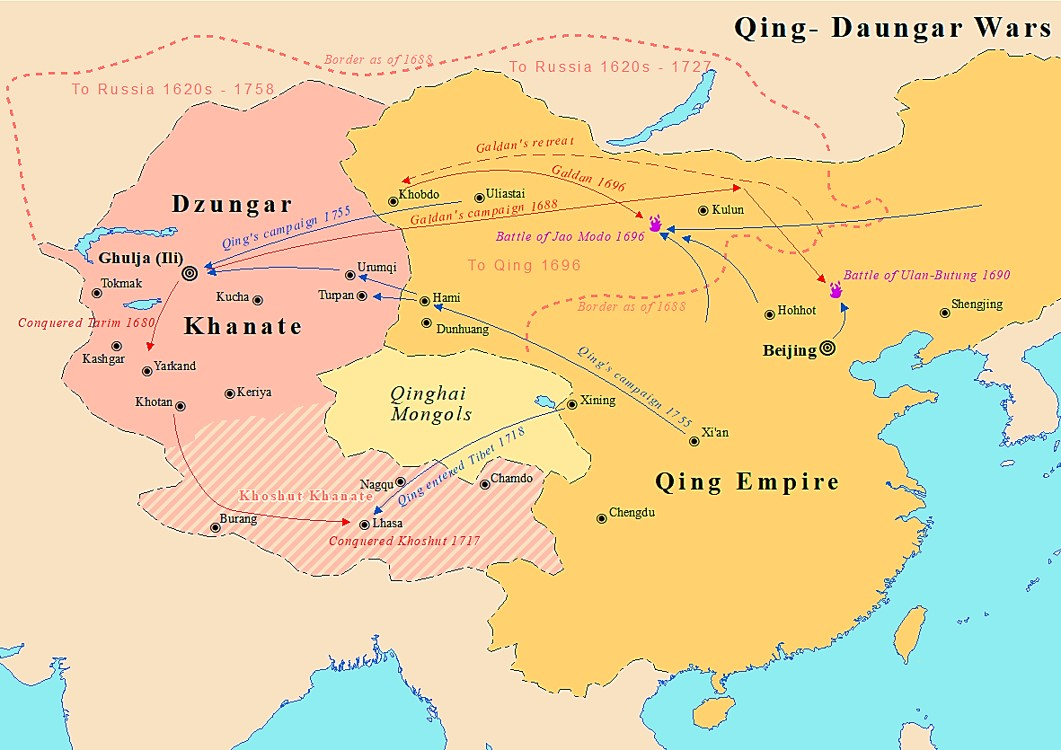
Ойратсько-манчжурські війни

Третя ойратсько-манчжурська війна — війна між ойратським Джунгарським ханством і та манчжурською династією Цін у 1755—1759 роках за панування над східноазійськими степами. Завершилася нищівним розгромом Джунгарії з подальшим геноцидом ойратського народу на території ханства та втечею залишків народу до інших регіонів. Винищивши корінне населення Джунгарії, уряд Цін переселив ханьців, хуейцзу, уйгурів і сибо на державні резервації в Джунгарії разом із маньчжурськими прапороносцями, щоб заселити цю територію.

## Історія

### Передумови
З часів закінчення Другої ойратсько-маньчжурської війни Цінська імперія уважно спостерігала за ситуацією в Джунгарії. З листопада 1750 року через внутрішню політичну нестабільність, чвари та протистояння місцевих еліт у ханстві ойрати почали перебігати з Джунгарії до Цінської імперії. Цінська влада щедро обдаровувала кожного перебіжчика, надаючи спочатку податкові та інші пільги, нагороджуючи представників знаті та чиновництва різними пишними титулами і званнями. Одночасно цінський уряд почав готуватися до нової війни, справедливо вважаючи, що при загостренні внутрішніх протиріч Джунгарське ханство вже не зможе чинити ефективного опору. У 1752 році підготовка до війни проти ойратів посилилася. У Халхі було отримано наказ про поголовну перевірку і перепис усіх без винятку чоловіків, придатних до військової служби, та їхнього озброєння. На літо 1752 року в районі Ердені-Дзу був призначений огляд халхаських військ. Тут була побудована фортеця, від стін якої до самого ойратського кордону простягнувся ланцюг постів і застав, де гарнізонами стояли війська халхаських князів. З весни 1753 року на джунгарський кордон почали підтягуватися нові частини цінської армії, забезпечені артилерією, значними запасами озброєння, спорядження і продовольства.
Тим часом внутрішні чвари в Джунгарському ханству продовжували руйнувати державну стабільність. Унаслідок чого Амурсана 1754 року, програвши протистояння з Дабачі втік до цінської влади і заявив про своє бажання служити Цінській династії. При дворі Амурсану зустріли з великою радістю. Цінська династія побачила в Амурсані зручне знаряддя в боротьбі за здійснення своєї заповітної мети — знищення Джунгарського ханства.
Зима 1754 року в Цінській імперії ознаменувалася грандіозними мобілізаціями та підготовкою експедиційного угруповання військ з метою вторгнення в Джунгарію до початку весни 1755 року. У його складі були не тільки маньчжурські, а й китайські війська, загони південних монголів і халхасців. Армія була розділена на дві частини. Одна з них склала північний загін під командуванням маньчжурського генерала Баньді. Загін отримав завдання виступити з району Улясутая і рухатися в долину річки Боротала, перейшовши річки Булугун, Чингіль, озеро Айрік-нор. Південному загону під командуванням маньчжурського генерала Юнхана було наказано рухатися до долини Боротала дорогою Баркуль — Урумчі. Кожен загін мав сильні авангарди, якими командували ойратські князі, що перебігли на бік Цінської династії. Авангардом північного загону командував Амурсана.

### Вторгнення маньчжурських військ
Навесні обидва загони цінської армії (їхня загальна чисельність становила — за оцінками різних джерел — від 90 до 200 тисяч осіб) вступили на територію Джунгарського ханства. Наприкінці квітня обидва загони, з'єднавшись у долині річки Боротала біля озера Ебінор, підійшли до річки Ілі, переправилися через неї і рушили далі, не зустрівши жодного опору. Дізнавшись, що з військом іде Амурсана, багато ойратів переходили на бік цінської армії.
Намагаючись зупинити вторгнення, Дабачі відправив до Пекіна посольство, пропонуючи мир і дружбу, але все було марно. 14 травня авангард армії вторгнення на чолі з Амурсаною вступив у долину річки Текес, де зіткнувся з нечисленними загонами Дабачі. Не прийнявши бою, хунтайджі втік від Амурсани, залишивши в його руках дружину і дітей, і попрямував у бік Кашгара. 8 липня його схопили мусульманські правителі міста Куча і передали в руки Амурсани, який доправив бранця до ставки головнокомандувача цінської армії. Ойратські феодали здавалися на милість переможців, простий народ, змучений князівськими чварами, навіть не намагався чинити опір. Джунгарське ханство розвалилося.

### Повстання Амурсана
Амурсана розраховував з цінською допомогою стати всеойратським ханом, але виявився обдуреним. Маючи при собі невеликий загін ойратських воїнів і діючи в змові з деякими халхаськими воєначальниками, Амурсана напав на маньчжурські війська, що охороняли кордон, розбив їх і втік до Джунгарії. Маньчжурське командування відправило навздогін великий загін, але погоня повернулася, не спіймавши втікача.
Втеча Амурсани викликала переполох у Пекіні. Демобілізованих воїнів почали терміново повертати в армію. Тим часом Амурсана використав зиму 1755—1756 років для реорганізації своїх сил. Він закликав усіх ойратських князів вигнати завойовників і відновити незалежне Джунгарське ханство. На заклик відгукнулися не всі: колишні прихильники Даваці побоювалися помсти Амурсани, деякі феодали вважали принизливим для себе підкоритися людині низького походження. Прихильники Амурсани проголосили його ханом, але незабаром у їхньому таборі почалися чвари, збройні сутички, і потерпілий поразку Амурсана був змушений повернутися на річку Ілі й почати збирати війська знову. Дізнавшись про наближення великої маньчжурської армії, Амурсана залишив Джунгарію і на початку літа 1756 року втік до казахів.
Цінські війська, що заполонили Джунгарію, не маючи перед собою організованого супротивника, розпочали поголовне винищення ойратського населення.
Наприкінці осені 1756 року Амурсана після п'ятимісячного переховування знову з'явився в Джунгарії. Зиму 1756—1757 років він провів у горах Тарбагатаю, збираючи нові сили для боротьби проти цінського панування. З настанням весни 1757 року Амурсана із загоном своїх прихильників попрямував на схід, до халхасько-ойратського кордону, розраховуючи тут об'єднатися з Чингунжавом, оскільки не знав ще про його загибель. Дізнавшись про трагічний кінець Чингунжава, Амурсана напав на гарнізон цінських військ у Баркулі і знищив його. Навесні і влітку 1757 року в горах Тарбагатаю і в долині річки Ілі загони ойратів загальною чисельністю в 10 тисяч воїнів, керовані Амурсаною і його однодумцями, розгорнули активні операції проти цінської армії. Незважаючи на героїчні дії, ці загони не могли протистояти цінській армії, що багаторазово переважала за чисельністю та оснащенням, яка відбила натиск повстанських загонів і перейшла в новий наступ. Ойрати зазнавали поразки, всіх, хто потрапляв у полон, карателі нещадно винищували.
Коли надійшло офіційне повідомлення, що Амурсана затриманий російською владою і, перебуваючи в ув'язненні, помер від віспи, пекінський уряд зажадав видачі трупа. 13 березня 1758 року до Кяхти прибули представники цінської влади, яким було надано можливість переконатися в тому, що Амурсана дійсно мертвий.
Винищувальна війна в Джунгарії закінчилася лише 1759 року, коли цінським військам вдалося ліквідувати останній осередок визвольної боротьби ойратів у горах Юлдуса.

### Наслідки
Джунгарське ханство було повністю знищено. З народу, чисельність якого становила щонайменше 600 тисяч осіб, вижило близько 10-30 %. З них один збірний улус — близько десяти тисяч кибиток (сімей) джунгар, під керівництвом нойона Шеаренга з важкими боями пробився і вийшов на Волгу в Калмицьке ханство. Залишки деяких улусів джунгар пробилися до Афганістану, Бадахшану, Бухари, їх прийняли на військову службу тамтешні правителі і згодом втікачі прийняли іслам.